# Nix (vệ tinh)
Nix là một vệ tinh tự nhiên của Sao Diêm Vương, với chiều dài tối đa là khoảng 49,8 km. Nó được khám phá cùng lúc với vệ tinh ngoài cùng Hydra của Sao Diêm Vương vào tháng 6 năm 2005 bởi Đội tìm kiếm các Thiên thể đồng hành với Sao Diêm Vương. Nó được đặt tên theo Nyx, nữ thần bóng đêm trong thần thoại Hy Lạp. Theo khoảng cách từ Sao Diêm Vương, Nix là vệ tinh thứ ba, có quỹ đạo giữa các vệ tinh Styx và Kerberos.
Tàu vũ trụ New Horizons đã chụp ảnh hệ Sao Diêm Vương, bao gồm Nix, khi nó bay qua khu vực này vào tháng 7 năm 2015. Các hình ảnh từ tàu New Horizons cho thấy một khu vực lớn màu đỏ trên thiên thể này, có khả năng là một hố va chạm.

## Khám phá

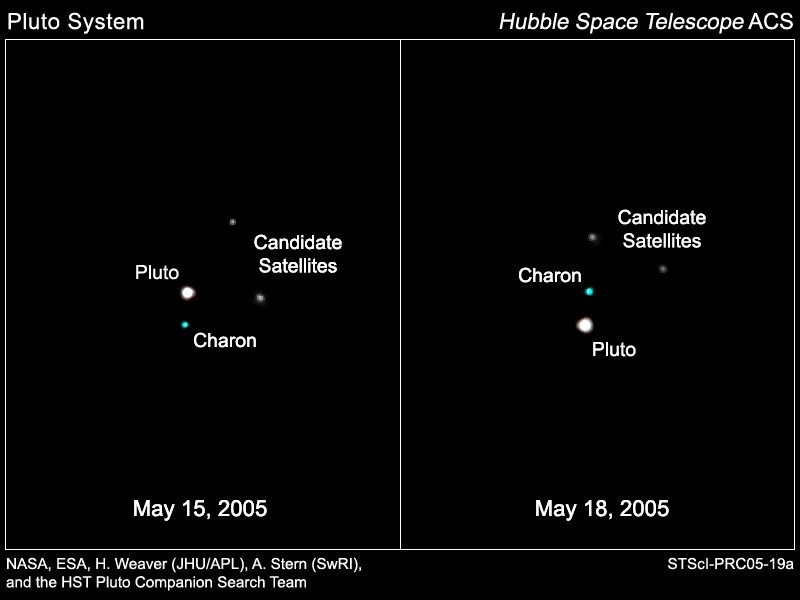
Các bức ảnh khám phá ra Nix và Hydra.

Các thành viên của Đội tìm kiếm các Thiên thể đồng hành với Sao Diêm Vương đã sử dụng Kính viễn vọng không gian Hubble để khám phá ra Nix. Đội New Horizons nghi ngờ rằng Sao Diêm Vương và vệ tinh của nó Charon có thể ở trong trạng thái đồng hành với những vệ tinh khác, vì vậy họ sử dụng Kính viễn vọng không gian Hubble để tìm kiếm những vệ tinh mờ xung quanh Sao Diêm Vương vào năm 2005. Kể từ khi cấp sao của Nix mờ hơn Sao Diêm Vương 5 lần, các hình ảnh chụp dài được chụp theo thứ tự để tìm nó.
Các bức ảnh từ vệ tinh này được chụp vào các ngày 15 tháng 5 và 18 tháng 5 năm 2005. Max J. Mutchler đã khám phá Nix và Hydra một cách độc lập vào ngày 15 tháng 6 năm 2005 và bởi Andrew J. Steffl vào ngày 15 tháng 8 năm 2005. Các phát hiện này đã được công bố vào ngày 31 tháng 10 năm 2005, sau những xác nhận tiên đoán sơ bộ trước đó từ năm 2002. Hai vệ tinh mới khám phá của Sao Diêm Vương có định danh tạm thời là S/2005 P 1 (Hydra) và S/2005 P 2 (Nix). Chúng được biết đến một cách không chính thức là "P1" và "P2", theo thứ tự bởi đội khám phá.

## Đặt tên

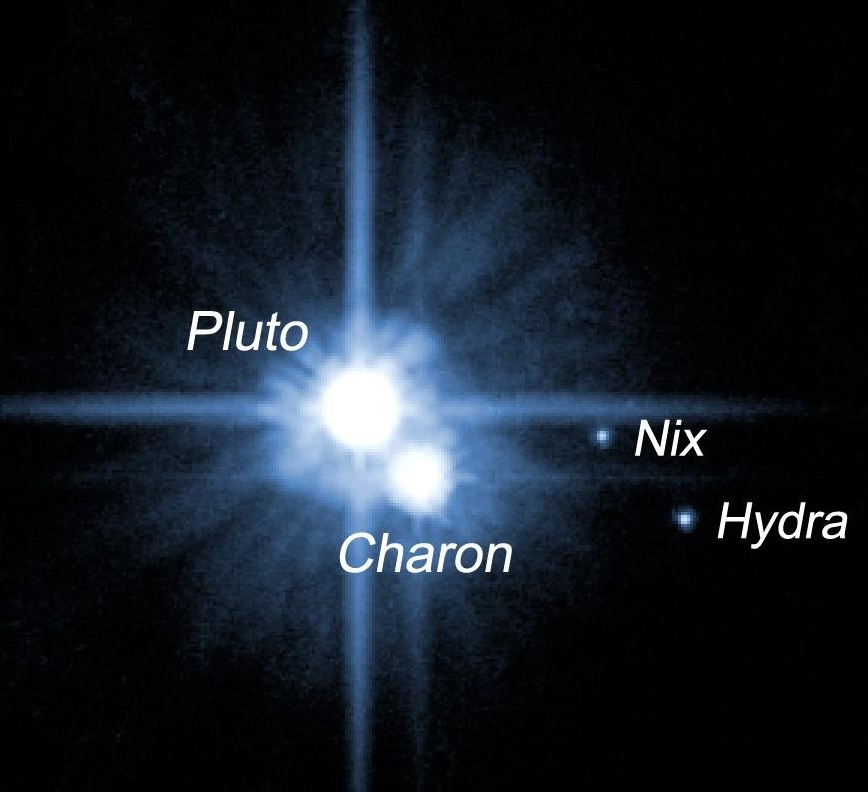
Ảnh của Hubble chụp Sao Diêm Vương và các vệ tinh của nó, với những ghi chú.

Hiệp hội thiên văn quốc tế (IAU) đã chấp nhận cái tên Nix và đã công bố nó vào ngày 21 tháng 6 năm 2006 cùng với việc đặt tên Hydra trong Thông tư IAU 8723. Nix được đặt tên theo Nyx, nữ thần bóng đêm của Hy Lạp và là mẹ của Charon, người chèo đò của Hades trong thần thoại Hy Lạp. Hai vệ tinh mới có tên một cách có chủ ý theo tên viết tắt N và H để vinh danh sứ mệnh New Horizons đến Sao Diêm Vương, tương tự như cách hai chữ cái đầu tiên của tên Sao Diêm Vương tôn vinh Percival Lowell. Đề nghị ban đầu cho việc đặt tên cho Nix là sử dụng cách đánh vần cổ đại Nyx, tuy nhiên để tránh sự nhầm lẫn với tiểu hành tinh 3908 Nyx, cách đánh vần đã chuyển thành Nix, kiểu đánh vần Ai Cập của cái tên. Dạng tính từ của cái tên là Nictian (tiếng Nga Никта Nikta).
Tên của các đặc điểm trên các vật thể trong hệ Sao Diêm Vương có liên quan đến thần thoại và văn học và lịch sử khám phá. Cụ thể, tên của các đặc điểm trên Nix phải liên quan đến các vị thần bóng đêm từ văn học, thần thoại và lịch sử.